# Kofi Ayivor

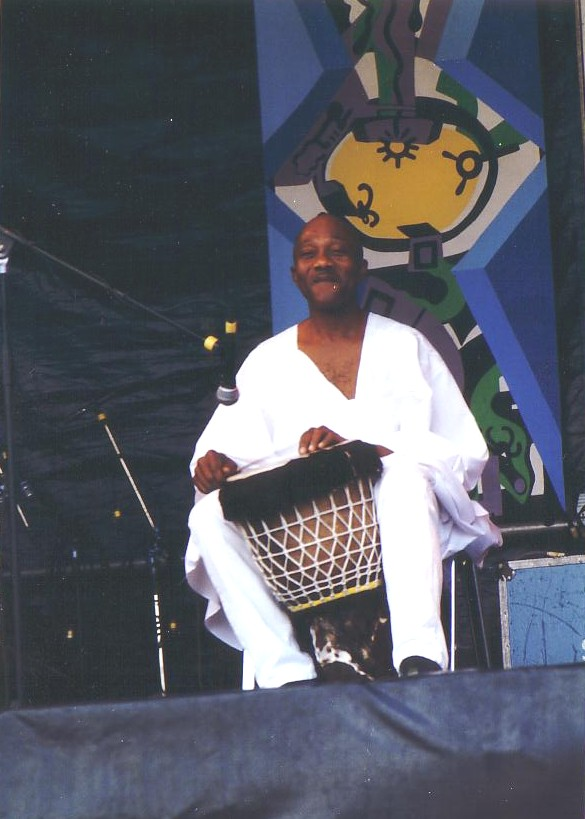
Kofi Ayivor

Kofi Ayivor (Sokoto, Nigeria, 15 december 1939) is een Ghanese muzikant.
Ayivor is geboren op een vrijdag en werd daarom Kofi genoemd. Hij groeide op in Denu, aan de oostkust van Ghana. Hij werd als jongeling door zijn oom opgeleid tot meester drummer in de Ewe-traditie, die bekendstaat om zijn polyritmiek.
Ayivor heeft vanaf zijn jeugd ‘open oren’ gehad voor verschillende stijlen en heeft door de jaren heen intensief samengewerkt met muzikanten uit alle windstreken. Hij leerde met hen communiceren in hun eigen ritmische tradities om deze vervolgens met die van zichzelf te mengen en te verwerken in zijn eigen composities.

## Wereldreis
Het eerste gedeelte van zijn wereldreis begon toen hij zijn ritmes meenam naar Accra en in de jaren vijftig en zestig in de highlife-scène meespeelde met bigbands als E.T. Mensah’s Tempos Band, de Red Spots en Black Beats. Daarna maakte hij deel uit van de Silvio Cambert Cabaret Group die Cubaanse en Latinmuziek speelde. Deze groep reisde in 1963 af naar Italië en kwam via Joegoslavië, Griekenland en Turkije in Bagdad terecht. Hier kwam Ayivor in contact met de buikdansers Princess Amina met wier groep hij jaren optrad in het Verre Oosten, Europa en West-Afrika totdat ieder zijn eigen pad vervolgde in Zweden.
Hier werkte hij met onder meer samen de Nationale Ballet School, het Zweedse Symfonie Orkest en als sessiemuzikant met Duke Ellington, Miles Davis en Sarah Vaughan. Hier richtte hij ook zijn eigen band Modern Sounds op waarmee hij door heel Scandinavië speelde.
In 1973 werd Ayivor na een optreden in Oslo benaderd door oude vrienden uit de highlife-scène in Accra die de Afro-Rock formatie Osibisa hadden opgericht. Met Osibisa, dat Londen als thuisbasis had, trad hij over de hele wereld op.
Na vier jaar vestigde hij zich in Londen en werkte als sessiemuzikant samen met bands als Thin Lizzy, Glencoe, Eddy Grant en Hi-Tension. Na een tournee door de Carabieën en Amerika met Jimmy Cliff in 1980 belandde hij in Amsterdam.
Ayivor vestigde zich vervolgens in Stadskanaal en richtte zijn eigen band KofiCo op. Ook speelde hij in deze periode als congaspeler in de band Pili Pili van Jasper van 't Hof. In 1987 verhuisde hij naar Amsterdam waar hij percussieles gaf aan het Koninklijke Instituut voor de Tropen. In 1995 nam hij met Osibisa het album Monsore op. Dit leidde tot tal van optredens ‘all over the world’. Ayivor is de laatste jaren ook iedere zomer te vinden in Polen waar hij eigen materiaal speelt samen met de Ghanees Gilbert Amar (die bekendstaat als: Chi-Kin Chi) en ondersteund door de lokale band de Maleo Reggae Rockers. Kofi geeft ook nog steeds lessen en workshops en verspreidt zo golven van ritme waar hij ook komt.

## Discografie

### Albums
- Adzagli (Jungle Funk) The Remixes/ Streamer & mps Pilot (2006)
- Rhythmology (2005)
- Ankala & WorldOrchestra (2000)
- I Am Back (1996)

### Bijdragen (selectie)
- Osibisa - Sunshine Day (1992), conga's en drums
- Angélique Kidjo - Ewa Ka Djo (Let's Dance)  (1985), percussie
- Jimmy Cliff - Bongo Man (1980), drums
- Eddy Grant - Love in Exile (1980), conga's
- Eddy Grant - Walking on Sunshine (1978), conga's
- Hi-Tension - Hi-Tension (1978), producer
- Eddie Quansah - Che Che Kule (1977), drums, percussie
- Eddy Grant - Message Man (1977), conga's
- Osibisa - Welcome Home (1977), conga's en drums
- Osibisa - Ojah Awake (1976), percussie en drums
- Osibisa - Osibirock (1974), conga's en drums
- Osibisa - Super Fly TNT (1974), percussie en drums
- Glencoe - The Spirit of Glencoe (1973), percussie en drums
- Osibisa - Happy Children (1973), conga's en drums
- Thin Lizzy - Vagabonds of the Western World (1973), dirigent[bron?]